# Candida fermentati
Candida fermentati är en svampart som först beskrevs av Saito, och fick sitt nu gällande namn av F.Y. Bai 1996. Candida fermentati ingår i släktet Candida, ordningen Saccharomycetales, klassen Saccharomycetes, divisionen sporsäcksvampar och riket svampar.   Inga underarter finns listade i Catalogue of Life.